# انتسو روبوتی
انتسو روبوتی (ایتالیایی: Enzo Robutti؛ زادهٔ ۲۴ اکتبر ۱۹۳۳ – درگذشته ۱۳ فوریه ۲۰۲۲) بازیگر اهل ایتالیا بود.
روبوتی که در بولونیا متولد شد، در مدرسه تئاتر درام پیکولو تئاترو در میلان تحصیل کرد و با حضور در گروه تئاتری ویتوریو گاسمن در نمایشنامهٔ ایرما خوشگله روی صحنه رفت. او نخستین موفقیت‌های خود را به‌عنوان استندآپ کمدین و نویسنده کمدی‌های کاباره‌ای در کلوپ دربی میلان به‌دست‌آورد. روبوتی همچنین به‌عنوان بازیگر نقش‌های فرعی در سینما بسیار فعال بود و اغلب در نقش‌های کمدی شخصیت‌های عصبی و پرخاشگر ایفای نقش می‌کرد. او اغلب با پاسکواله فستا کامپانیله همکاری داشت.
از فیلم‌هایی که وی در آن نقش داشته‌است، می‌توان به به بانو تجاوز شده است، پیرینو، آفتی برای رهایی، پیرنو دوباره می‌تازد، پیرینو در مقابل همه، دکامرون شماره ۴ – حکایت‌های دلکش بوکاچو، دکامرون شماره ۳ – زیباترین زنان بوکاچو، وای خدا، خوش به‌حال پولداران، همسر شهرآشوب، در گرداب گناه، پدرخوانده: قسمت سوم، دوست آمریکایی، یاغیان ازدواج، بهیار، شکر، عسل و فلفل، در زیر پلکان باستانی، عشق و انرژی و دل سگ اشاره کرد.